# NixOS
NixOS és una distribució Linux independent enfocada en la seguretat; construïda sobre el gestor de paquets Nix; empra programació declarativa i Systemd com a procés d'inici. És immutable, empra actualitzacions atòmiques i disposa de suport per a fer retrocessos (rollbacks). Pot construir imatges Docker, compta amb eines pròpies de DevOps, va dirigida a un públic avançat i és de difícil configuració. Tot i això, l'administrador del sistema perd el control de l'arbre de carpetes i com s'organitzen. Per altra banda, permet actualitzacions fiables del sistema, ofereix gran quantitat de paquets i dona suport a equips de 64 bits com de 32 bits.
Fou concebuda per Eelco Dolstra com un projecte de doctorat a la Universitat d'Utrecht per a testejar el gestor de paquets Nix. Posteriorment, fou mantinguda per un petit equip a la Universitat de Tecnologia de Delft als Països Baixos.

## Característiques

### Gestor de paquets Nix
NixOS és un sistema operatiu construït completament amb el sistema d'empaquetament Nix. Aquest es pot descarregar i executar en gairebé qualsevol distribució Linux, a macOS, WSL2 i Docker entre altres plataformes. El gestor de paquets Nix es troba a la mateixa alçada que els AUR d'Arch Linux pel que fa a disponibilitat de programari i rapidesa en l'actualització.

### Reproduïble
El model de configuració declarativa de NixOS fa fàcil reproduir una configuració del sistema en una altra màquina. En copiar el fitxer de configuració a la màquina de destinació i executar l'ordre d'actualització del sistema es genera la mateixa configuració del sistema.

### Atòmic i consistent
NixOS és transaccional per a gestionar la configuració, fa canvis com ara actualitzacions atòmiques. El nucli està construït per a durar molt temps. En altres distribucions, quan un usuari s'enfronta a una fallada significativa del sistema en actualitzar-lo o en instal·lar un paquet nou, acostuma a ser perquè el gestor de paquets no pot satisfer la dependència o el paquet instal·lat i s'entra en conflicte amb el sistema existent. Per a evitar aquests conflictes, cada vegada que s'actualitza el sistema o s'instal·la un paquet, l'estat del sistema es reconstrueix. Creant el que es coneix com a "nova generació" sobre l'actual. El programari instal·lat a través de Nix no interactua amb cap part del sistema operatiu subjacent excepte el nucli mateix.
Si s'experimenta algun problema utilitzant un paquet nou o després d'una actualització, es pot tornar a una generació anterior del sistema. Fins i tot si el sistema és inaccessible, es pot accedir a les generacions anteriors disponibles en el menú d'arrencada. Essent aquesta una característica fonamental de les anomenades distribucions immutables.

### Rollbacks
Si després d'una actualització del sistema la nova configuració no és desitjable, es pot retrocedir emprant una ordre especial. Cada versió de configuració del sistema apareix automàticament al menú d'arrencada del sistema. Si la nova configuració falla o no arrenca correctament, es pot seleccionar una versió antiga. Els Rollbacks són lleugeres operacions que no impliquen que els fitxers es restaurin a partir de còpies. NixOs no suprimeix paquets en fer una actualització, els desconnecta. Un rollback implica refer connexions antigues.

## Versions
| Versió | Llançament | Nom       | Comentaris |
| ------ | ---------- | --------- | --- |
| 13.10  | 31-10-2013 | Aardvark  | Primer llançament estable. |
| 21.05  | 2-06-2021  | Okapi     | Llançada amb GNOME 40, KDE Plasma 5.21 i el Linux Kernel 5.10 LTS.                                                             |
| 21.11  | 30-11-2021 | Porcupine | Es distribuí en tres edicions: GNOME, KDE Plasma i una mínima. Introduïa Wayland per defecte.                                  |
| 22.05  | 1-06-2022  | Quokka    | Inclou Calamares com a instal·lador gràfic.                                                                                    |
| 22.11  | 1-12-2022  | Raccoon   | Es distribuí amb GNOME 43, KDE Plasma 5.26 i OpenSSL 3. Reforçà aspectes de seguretat.                                         |
| 23.05  | 31-05-2023 | Stoat     | Afegí la possibilitat d'emprar l'escriptori Cinnamon.                                                                          |
| 23.11  | 30-11-2023 | Tapir     | Es distribuí amb GNOME 45 i donà suport a Wi-Fi 6.                                                                             |
| 24.05  | 3-05-2024  | Uakari    | Introduí el carregador ELF que mostra un missatge d'error quan els usuaris intenten executar binaris no elaborats per a NixOS. |